# Vratislav II.

Silber-Denar, König Vratislav, Prag

Vratislav II. (* um 1035; † 14. Januar 1092, begraben auf Vyšehrad), aus dem Adelsgeschlecht der Přemysliden, war ab 1061 Fürst und ab 1085 als Vratislav I. König von Böhmen. Zwischen 1076 und 1081 war er Markgraf der Lausitz.

## Leben
Vratislav wurde als Sohn Břetislavs I. aus dem Adelsgeschlecht der Přemysliden geboren. Seine Mutter Judith von Schweinfurt stammte als Tochter des Heinrich von Schweinfurt aus dem Haus der Babenberger.
Nach dem Tod des Vaters (1055) sollte Vratislav II. als Herzog von Olmütz einen Teil Mährens regieren. Er musste jedoch wegen Auseinandersetzungen mit seinem älteren Bruder, Spytihněv II., nach Ungarn fliehen. Mit ungarischer Hilfe wurde er wieder Herzog von Olmütz.
Nach der Versöhnung mit dem Bruder und nach dessen Tod (1061) bestieg Vratislav II. den böhmischen Fürstenstuhl in Prag. Fast die gesamte Regierungszeit Vratislavs II. war von Zwistigkeiten mit den jüngeren Brüdern geprägt. Vratislav drängte seinen Bruder Jaromír 1068 in das Amt des Bischofs von Prag und begann sofort, diese Position zu schwächen; vor allem durch die Erneuerung des Bistums Olmütz (1063). Allerdings fand Jaromír im böhmischen Adel zahlreiche Unterstützer, die während der gesamten Regierungszeit Vratislavs eine ständige Opposition bildeten.
Ein besonderes Augenmerk richtete Vratislav II. auf Mähren, wo er seine jüngeren Brüder Otto I. und Konrad I. und  als Herzöge einsetzte. Die Erhebung von Olmütz zum Bistum hatte auch den Zweck, Mähren zu stärken.

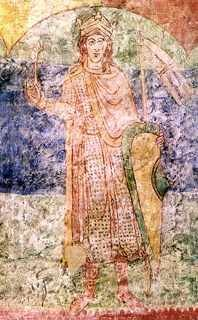
Vratislav II. – Fresko in der St. Katharina-Kapelle in Znojmo, 1134

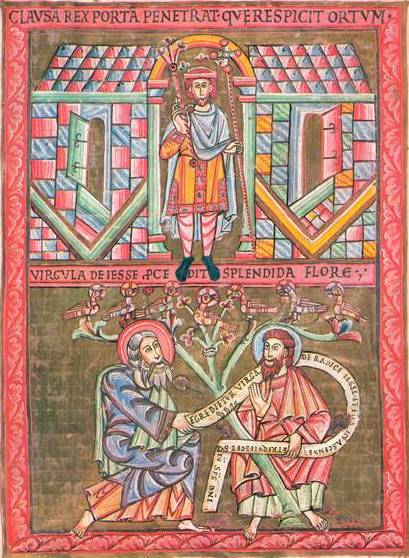
Miniatur: Vratislav II. im Codex Vyšehradensis (oben)

Vratislav II. verlegte seine Residenz von der Prager Burg nach Vyšehrad, wo er das berühmte Kollegiatkapitel St. Peter und Paul gründete (1070). Um seine Macht im Innern zu festigen, suchte er Unterstützung von außen und bediente sich dabei vor allem der Heiratspolitik. Seine erste Frau war die ungarische Prinzessin Adelheid. Deren Tod ermöglichte den Versuch, die traditionell schlechten böhmisch-polnischen Beziehungen durch eine Eheschließung mit der polnischen Prinzessin Swatawa zu verbessern. Der Versuch blieb aber erfolglos. 1070 und 1071 kam es zu mehreren Zwischenfällen im Grenzgebiet der beiden Reiche. Da es sich sowohl bei Böhmen als auch bei Polen um Vasallen des deutschen Königs handelte, zitierte Heinrich IV. im Herbst 1071 Vratislav und Boleslaw II. von Polen nach Meißen, um sie zu einem Friedensschluss zu zwingen. Dieser hatte jedoch keinen Bestand. Vermutlich unternahm Boleslaw schon bald einen Raubzug nach Böhmen, den Heinrich 1072 mit einem Kriegszug beantworten wollte, es aber wegen Auseinandersetzungen im Reich und mit dem Papst nicht konnte.
Dennoch band sich Vratislav eng an Heinrich IV. Er gehörte zu den wichtigsten Unterstützern Heinrichs im Kampf gegen den sächsischen Adel. So beteiligten sich die böhmischen Truppen an den Schlachten bei Homburg (1075) und Flarchheim (1080), an Kriegszügen gegen aufständischen deutschen Adel und zogen auch in Italien ein. Böhmen brachte diese Zeit ständige bürgerkriegsähnliche Zustände. Dazu kamen Grenzkriege gegen Polen um Schlesien. Nach dem Sieg Heinrichs gegen die Sachsen bekam der böhmische Fürst 1076 die Mark Lausitz. Allerdings vergab Heinrich beide Territorien kurz darauf anderweitig und überließ Vratislav als Entschädigung die noch zu Bayern gehörige Markgrafschaft Österreich. Vratislav versuchte vergeblich, die Reichsexekution in diesem Gebiet zu vollziehen, obwohl er am 12. Mai 1082 bei Mailberg gegen Markgraf Leopold II. siegte.
1085 musste der böhmische Fürst auch Österreich wieder abgeben, erhielt aber von Heinrich auf der Reichsversammlung in Mainz die Königswürde über Böhmen und Polen. Allerdings war seine böhmische Königswürde noch ad personam, also nicht erblich und erlosch daher bei seinem Tode 1092, und die polnische Königswürde ein bloßer Anspruch, an dessen Durchsetzung nie ernsthaft zu denken war. Immerhin band der Titel Schlesien in Zukunft fester an Böhmen und stellte einen beträchtlichen Prestigegewinn dar. Am 15. Juni 1086 wurde Vratislav II. als der erste böhmische König in Prag vom Trierer Erzbischof Egilbert feierlich gekrönt. Zu seiner Krönung wurde der Codex Vyšehradensis  wahrscheinlich im Kloster Sankt Emmeram angefertigt.
In den letzten Jahren seiner Regierung festigte Vratislav II. seine Autorität sowohl in Böhmen als auch in Mähren. Dabei kam es zu scharfen Konfrontationen mit Konrad von Brünn und besonders mit dem ältesten Sohn Vratislavs II., Břetislav II. Vratislavs Nachfolger mussten sich wieder mit dem Fürstentitel begnügen.

## Nachkommen
Er starb 1092 durch einen Sturz vom Pferd bei einem Jagdunfall. Aus erster Ehe mit Adelheid von Ungarn (1040–1061), Tochter des ungarischen Königs András I., stammten vier Kinder, darunter:
- Břetislav II. † 1100, 1092 Fürst von Böhmen als Nachfolger seines Onkels Konrad I. († 1092); heiratete  1094 Liutgard von Bogen (oder Windberg); Sohn Bretislav II († 1130)
- Judith † 1086, heiratete Władysław I. Herman von Polen, Sohn von Casimir I. von Polen

Aus zweiter Ehe 1062 mit Swatawa von Polen hinterließ er vier Söhne, die nach dem Tod des Vaters sofort um die Nachfolge zu kämpfen begannen, und eine Tochter in wahrscheinlich dieser Reihenfolge:
- Boleslav geboren um 1063
- Bořivoj II. geboren um 1064, † 1124, Herzog Böhmen 1100–1107 und 1117–1120 (Nachfolger Svatopluk, Sohn seines Onkels Otto I. † 1087)
- Vladislav I. † 1125, 1109–1117 und 1120–1125 Fürst von Böhmen, heiratete (1) Richenza NN, daraus Nachkommen; heiratete (2) Rixa/Richenza von Berg, Tochter des schwäbischen Grafen Heinrich von Berg, ohne Nachkommen
- Soběslav I. † 1140, 1125–1140 Herzog Böhmen, heiratete Adleyta, Tochter des "Almusch" von Ungarn; Nachkommen
- Judith † 1108, heiratete Wiprecht von Groitzsch